# Holländische Krankheit
Holländische Krankheit (englisch Dutch disease) ist ein volkswirtschaftliches Modell, das die negativen Auswirkungen eines Booms des Rohstoffsektors auf den produzierenden Sektor beschreibt.

## Überblick
Max Corden und J. Peter Neary entwarfen 1982 bzw. 1984 ein Modell der Holländischen Krankheit wie folgt:
Durch den Verkauf von Rohstoffen (z. B. Öl) steigen die Exporterlöse. Es kommen vermehrt ausländische Devisen ins Land, deren Umtausch zu einer realen Aufwertung der inländischen Währung führen kann (Wechselkursmechanismus). Diese Aufwertung hat zur Folge, dass
- Importe billiger werden, der Import von Gütern infolgedessen anwächst, was zu einer Erodierung der heimischen Nicht-Rohstoffproduktion (Industrie, Landwirtschaft) führt
- Exporte teurer werden, was zu einer Verschlechterung der Internationalen Wettbewerbsfähigkeit führt
- sich eine Faktorpreiserhöhung ergibt, weil die inländische Produktion von Faktoren (d. h. von Produktionsgütern bzw. die Bezahlung von Arbeitskräften) ebenfalls teurer wird – was, zusammen mit der im ersten Punkt erwähnten Nachfragesteigerung, zu einem möglicherweise beträchtlichen Kostenwachstum führt. Dieses Kostenwachstum betrifft auch den industriellen und landwirtschaftlichen Sektor, dadurch ergeben sich zusätzliche Absatzprobleme.

Hinzu kommt, dass durch die Ausbeutung von Rohstoffen oftmals höhere Gewinne möglich sind, so dass viel Kapital in die Rohstoffgewinnung fließt, während der industrielle Sektor vernachlässigt wird.
Die Verteuerung der Faktorpreise begünstigt eine Wanderung von Faktoren aus der Produktion industrieller und landwirtschaftlicher Güter in den Bereich der Rohstoffgewinnung. Falls die Rohstoffgewinnung wenig arbeitsintensiv ist (wie beispielsweise die Öl- oder Gasgewinnung), wird eine Abwanderung in den Bereich der Erstellung nicht-handelbarer Güter (v. a. Dienstleistungen) begünstigt, weil diese nicht so stark vom internationalen Wettbewerbsdruck betroffen sind. Der Grad der Industrialisierung kann infolgedessen – gemessen am Anteil der Industrieproduktion an der gesamten volkswirtschaftlichen Güter- und Leistungsproduktion – stark zurückgehen oder verschwinden.
Die Verschlechterung der internationalen Wettbewerbsfähigkeit bringt Absatzprobleme für Güter der übrigen exportierenden Industrien mit sich und einen verstärkten Import von ausländischen Gütern. Dies führt zu einem Rückgang oder Verschwinden von Industriezweigen und somit zu grundsätzlichen ökonomischen Problemen wie z. B. Arbeitslosigkeit.
Die darüber hinaus gehende Ressourcenfluch-These besagt, dass ressourcenreiche Volkswirtschaften aus verschiedenen Gründen weniger stark wachsen als ressourcenarme Volkswirtschaften.

## Historische Beispiele
Die Bezeichnung Holländische Krankheit geht auf ein Phänomen zurück, das in den Niederlanden in den 1960er Jahren beobachtet wurde. Infolge der Entdeckung und Ausbeutung von Erdgasvorkommen kam es zu einer Schrumpfung des industriellen Sektors. Hauptursache waren die durch das Erdgasgeschäft entstandenen Außenhandelsüberschüsse, die über den Wechselkursmechanismus zu einer Aufwertung der niederländischen Währung und somit zu einer Verschlechterung der internationalen Wettbewerbsfähigkeit führten. Auch der britische Ölboom der 1980er hatte ähnlich negative Auswirkungen.

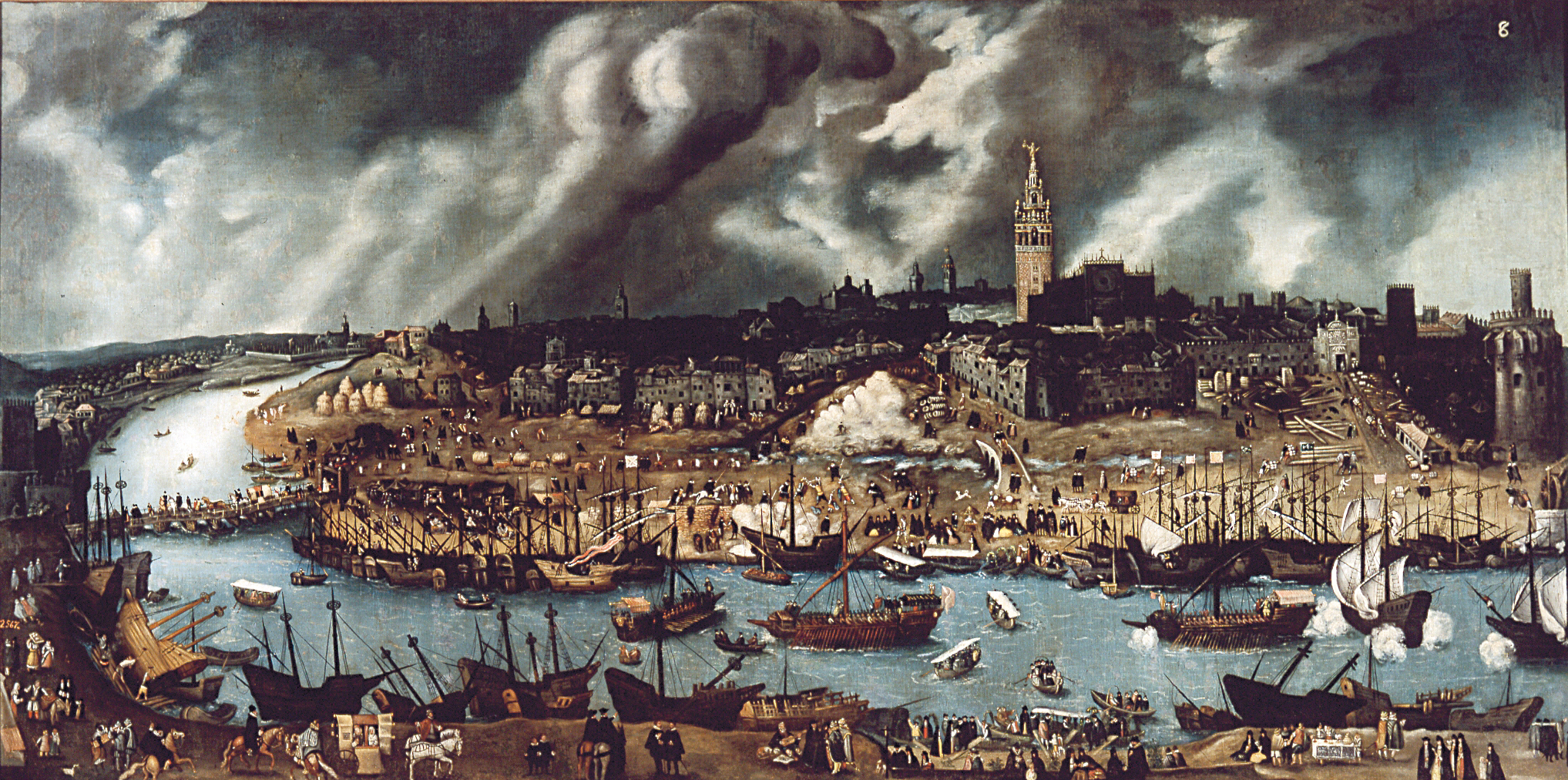
In der Hafenstadt Sevilla wurde die Silberflotte zusammengestellt. Gemälde von Alonso Sánchez Coello (vor 1588).

Ein weiteres Beispiel für die Holländische Krankheit ist das spanische Reich im 16. Jahrhundert. Spanien verfügte zu der Zeit über zahlreiche Kolonien, aus denen jedes Jahr große Mengen an Gold und Silber in das Mutterland flossen. Dies führte in Spanien zu einer starken Inflation (Preisrevolution), da damals das Währungsregime der Goldumlaufwährung dominierte, der Geldwert also mehr oder weniger dem Materialwert der Münze entsprach und folglich vom Goldpreis abhing. Da das Gold zunächst in Spanien in Umlauf kam, war dort die Inflation am höchsten. Dadurch waren die spanischen Waren teurer als andere europäische Waren, was den Export lähmte, während ein großer Anreiz zum Import von Waren nach Spanien bestand. Dies schwächte das spanische Gewerbe und die Landwirtschaft.

“Spain is the living Instance of this Truth, the Mines of Peru and Mexico made the People think themselves above Industry, an Inundation of Gold and Silver swept away all useful Arts, and a total Neglect of Labour and Commerce has made them as it were the Receivers only for the rest of the World.”

„Spanien ist der lebende Beweis für diese Wahrheit, die Minen von Peru und Mexiko ließen die Menschen glauben, dass sie keine Industrie brauchen, eine Flut von Gold und Silber schwemmte alle nützlichen Kunstfertigkeiten hinweg, eine totale Vernachlässigung von Arbeit und Handel machte es für die ganze Welt zu Empfängern.“

Ein weiteres Beispiel ist Australien um 1850 nach Entdeckung von Goldvorkommen.
Ein lateinamerikanisches Beispiel aus den 2000er Jahren für die Holländische Krankheit ist der Ölexporteur Venezuela. Seit der Entdeckung und dem Beginn der industriellen Förderung in den 1910er Jahren hat Venezuela die Probleme nicht zum ersten Mal. Ein weiteres Beispiel stellt Aserbaidschan dar.

## Vermeidung
Laut Joseph Stiglitz lässt sich die Holländische Krankheit dadurch vermeiden, dass Devisen in Höhe des Leistungsbilanzüberschusses nicht umgetauscht, sondern im Ausland investiert werden. Durch diese Devisenmarktintervention kann eine Aufwertung der heimischen Währung verhindert werden, dies verhindert eine einseitige Konzentration auf den boomenden Wirtschaftssektor (i. d. R. der Rohstoffsektor). Zudem profitiert das Land von den Erträgen des investierten Kapitals. So macht es Norwegen, dessen 1990 gegründeter Ölfonds die direkten Einnahmen aus der Erdölförderung ausschließlich in ausländischen Aktien, verzinslichen Wertpapieren und Immobilien anlegt. Je nach den sonstigen wirtschaftlichen Gegebenheiten hat die heimische Bevölkerung kein Verständnis dafür, dass die Devisen nicht im Inland investiert bzw. verkonsumiert werden. Dennoch betreibt z. B. auch Aserbaidschan seit 2001 eine solche Politik.